# Gastronomía de Haití
La gastronomía de Haití está influenciada por su cultura  africana, la cual al fusionarse con la francesa dan lugar a una gastronomía rica y variada donde el sabor intenso, predomina en sus platos, gracias a las  hierbas aromáticas y especias que dan un toque característico a esta cocina. La carne de cerdo, el arroz, pescados, mariscos y ricas frutas tropicales, son otros de los productos básicos en la gastronomía haitiana. 
Entre los platos típicos se encuentran el arroz con alubias, plátano frito, arroz con guisantes, el griot, elaborado con carne de cerdo, los acres, que son raíz frita y sazonada con abundantes especias, sopas especiadas con pescado o carne, el tassot, que consiste en pavo, ternera o cabra preparados con un marinado picante y bogavante guisado o a la parrilla, entre otros. 
En lo referente a las bebidas encontramos ricos y refrescantes zumos de frutas, (de piña, de papaya, de mango, de guayaba, etc.). Además de otras bebidas populares como el ron, diferentes tipos de ponche y el licor de coco.

## Platos típicos
- Ragú de carne a la jardinera
- Frituras de cerdo
- chenchen
- Pescado con salsa picante
- Bacalao a la criolla
- Arenques tropicales
- Pollo ítalo-haitiano
- Berenjenas con bechamel
- Arroz con porotos
- Arroz con frijoles rojos
- Arroz con hongos negros
- Banana al zumo de naranja
- Bananas merengadas
- Joumou (considerado el plato nacional)
- Griot (considerado como el plato nacional)
- Akasan
- pikliz
- Patacones
- Empanada haitiana

- Datos: Q2560444
- Multimedia: Cuisine of Haiti / Q2560444